# 藥用腎上腺素
藥用腎上腺素（INN：epinephrine，BAN：adrenaline）简称副肾，是一種藥物和激素，以盐酸肾上腺素注射液（epinephrine hydrochloride injection）剂型供临床使用，可用於治療多種疾病，如過敏性休克、心臟驟停、氣喘和淺層出血。吸入形式的腎上腺素可改善哮吼症狀。當用其他藥物治療氣喘無效時，可改用腎上腺素。給藥方式有靜脈注射、肌肉注射、吸入、皮下注射、鼻腔給藥及眼藥水給藥。
使用後常見的副作用有顫抖、焦慮和出汗。可能會出現心率加快和高血壓。它有時可能會導致心律不整。雖然個體於懷孕和進行母乳哺育期間使用，對於胎兒，或是嬰兒的安全性尚未確定，仍須權衡其潛在風險及對母親的治療效益後再決定是否給藥。
腎上腺素通常由人體腎上腺和大腦中的少量神經元產生，是種神經傳導物質。它透過升高肌肉血流量、心臟泵血量、瞳孔擴大和血糖，在戰鬥或逃跑反應中具有重要作用。腎上腺素透過其對α-及β-腎上腺素受體的作用來實現此類功能。許多動物和一些原生動物體內均會分泌此種物質，但此藥物歷來係經合成方式生產，並非由動物器官萃取。
日本科學家高峰讓吉於1901年首次由動物器官分離出腎上腺素，人工合成腎上腺素首次於1904年出現。此物質於1905年進入醫療用途。它已納入世界衛生組織基本藥物標準清單之中。市面上有其通用名藥物流通。腎上腺素於2021年在美國最常使用處方藥中排名第221，開立的處方箋數量超過100萬張。

## 醫療用途

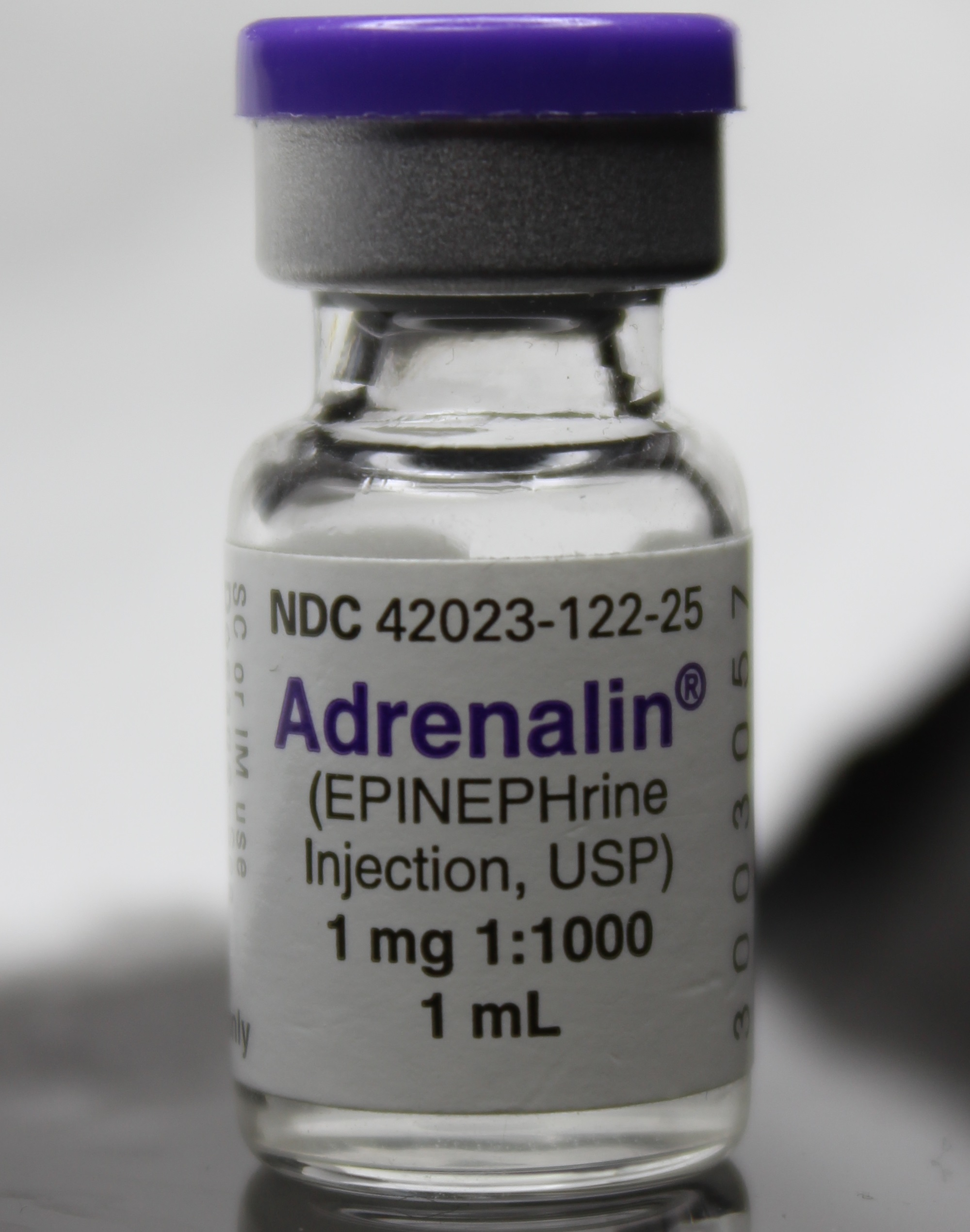
濃度為1毫克/毫升的小瓶裝腎上腺素。

腎上腺素用於治療多種疾病，包括心臟驟停、過敏性休克和淺層出血。史上腎上腺素曾被用於治療支氣管痙攣和低血糖，但現在更傾向於使用選擇性作用於β2-腎上腺素受體的新型藥物，例如沙丁胺醇，而沙丁胺醇具有起效迅速但作用時間相對較短的特點，而促使醫藥界進行開發作用時間較長的藥物。

### 心臟問題
雖然腎上腺素經常用於治療心臟驟停，但尚未證明它能改善長期存活率或恢復後的腦功能。然而此藥物確實可提高自主循環再現（心臟停止之後再出現的持續心跳和呼吸活動）。

### 過敏反應
腎上腺素是過敏性休克的唯一救命藥物。它適用於緊急治療過敏反應，包括對刺痛、造影劑、藥物或有過敏性休克反應史個體的過敏反應。有藥效強度較低的產品可供兒童使用。
肌肉注射雖然是一種常見的給藥方式，但仍存在一些潛在風險：
- 注射深度差異： 每個人的皮下脂肪厚度不同，而可能導致針劑被錯誤注射到皮下組織，而非肌肉中。
- 靜脈注射風險： 如果注射角度或深度不正確，針劑可能誤入靜脈，導致不良反應。
- 劑量錯誤： 使用錯誤濃度的藥物會影響治療效果，甚至造成傷害。

但肌肉注射仍比皮下注射具有以下優勢：
- 藥物吸收速度快： 肌肉組織的血流量較大，因此藥物能更快被吸收進入血液循環。
- 藥物濃度高： 肌肉注射較皮下注射能提供更高的血藥濃度。

有腎上腺素鼻噴劑（商品名Neffy）於2024年8月在美國獲得批准，用於緊急治療體重至少30公斤患者的過敏反應（I型），包括危及生命的過敏性休克。Neffy是美國食品藥物管理局（FDA）批准的首個用於治療過敏性休克的鼻噴劑,經由快速通道申請及核准，申請者為ARS Pharmaceuticals製藥。
Neffy鼻噴劑基於對175名無過敏性休克的健康成年人進行的四項研究，測量使用鼻噴劑或注射產品後的血藥濃度。研究結果顯示使用鼻噴劑和注射產品之間的血藥濃度相當。使用鼻噴劑也顯示與注射產品類似的血壓和心率增加 - 兩項皆為治療過程中的關鍵作用。一項對體重超過30公斤的兒童進行鼻噴劑的研究顯示使用者的血藥濃度與接受鼻噴劑的成人相似。
使用Neffy最常見的副作用有喉嚨不適、鼻子刺痛（鼻內感覺異常）、頭痛、鼻部不適、出現緊張感、鼻腔刺痛感（感覺異常）、疲倦、震顫、流鼻水（鼻漏） 、鼻腔內發癢、打噴嚏、腹痛、牙齦疼痛、口腔麻木、鼻塞、頭暈、噁心和嘔吐。

### 哮喘
如果特定的β2-腎上腺素受體激動劑無法取得或是無效，腎上腺素也可用作氣喘發作時的支氣管擴張劑。
由於腎上腺素具有強大受體結合能力，在治療氣喘時使用高濃度藥物會引發不良副作用。霧化腎上腺素對於急性哮喘的療效尚未有明確的結論。

### 哮吼
鹽酸腎上腺素一向用於治療哮吼。鹽酸腎上腺素是兩種對映異構腎上腺素的1:1混合物。其中L-型（左旋）是活性成分。鹽酸腎上腺素透過刺激氣道中的α-腎上腺素受體，導致黏膜血管收縮以減少喉下水腫，並透過刺激β-腎上腺素受體，鬆弛支氣管平滑肌以發揮作用。

### 支氣管炎
關於吸入霧化腎上腺素是否有益於治療支氣管炎尚缺乏共識，大多數指引並未建議使用。

### 局部麻醉劑
將腎上腺素與布比卡因或利多卡因等局部麻醉藥混合用於局部麻醉或脊髓鞘內注射時，可將麻木作用和運動阻斷作用延長達一小時。腎上腺素常與局部麻醉劑結合使用，但可能會引起恐慌發作。
腎上腺素與古柯鹼混合形成稱為莫菲特溶液的麻醉劑，用於耳、鼻、喉部手術（特別是鼻腔手術）。

### 上呼吸道阻塞
帶有水腫和喘鳴的上呼吸道阻塞可用鹽酸腎上腺素治療。

## 不良影響
使用腎上腺素產生的不良反應有心悸、心搏過速、心律不整、焦慮、恐慌症、頭痛、厭食、震顫、高血壓。通常人們會使用含腎上腺素的眼藥水以治療青光眼，長期使用可能會導致腎上腺色素於結膜、虹膜、晶體和視網膜中堆積。
在極少數情況下，使用腎上腺素可能會導致心碎症候群結果。
服用非選擇性β受體阻斷劑的個體同時使用腎上腺素可能會導致嚴重高血壓，甚至是腦出血，因此禁用。

## 作用機轉
| 器官   | 影響                                     |
| ------ | ---------------------------------------- |
| 心臟   | 增加心率、心肌收縮力及心房心室結傳導速度 |
| 肺     | 增加呼吸速率，支氣管擴張                 |
| 肝臟   | 促進肝糖分解                             |
| 腦     |                                          |
| 全身性 | 血管收縮與血管舒張                       |
| 全身性 | 引發脂肪分解                             |
| 全身性 | 肌肉收縮                                 |

腎上腺素透過與多種腎上腺素受體結合而發揮作用，它是所有腎上腺素受體的非選擇性激動劑，包括主要亞型α1、α2、β1、β2和β3。腎上腺素與這些受體的結合會引發一些代謝變化。與α-受體結合可抑制胰臟的胰島素分泌，刺激肝臟和肌肉中的肝醣分解，並抑制肌肉中胰島素介導的肝糖生成。β-受體結合觸發胰臟中的升糖素分泌，增加腦下垂體的促腎上腺皮質素（ACTH）分泌，並增加脂肪組織的分解。這些作用共同增加血糖和脂肪酸，為全身細胞內的能量提供基底。心肌細胞膜上富含β2-腎上腺素受體，經腎上腺素介導，冠狀動脈血管會為之舒張，擴大血液流量。
腎上腺素作用透過α1-受體依賴性血管收縮而增加週邊阻力，並透過與β1-受體結合增加心輸出量。減少週邊循環的目標是增加冠狀動脈和腦灌注壓，而增加細胞層面的氧交換。雖然腎上腺素確實會增加主動脈、腦和頸動脈循環壓力，但它會降低頸動脈血流量和呼氣末二氧化碳（ETCO2） 水平。腎上腺素可改善大血管的血液流動，但可能會減少微血管的血液供應。

## 化學
腎上腺素也稱為3,4,β-三羥基-N-甲基苯乙胺，是苯乙胺衍生物和兒茶酚胺衍生物。它是去甲腎上腺素的N-甲基化類似物（去甲腎上腺素；3,4,β-三羥基苯乙胺）和多巴胺的N-甲基化和β-羥基化類似物（3, 4-二羥基苯乙胺）。

## 歷史
腎上腺萃取物首先由波蘭生理學家拿破崙·賽布斯基於1895年完成，賽布斯基將之稱為nadnerczyna，含有腎上腺素及兒茶酚胺。美國眼科醫生威廉·貝茨在1896年4月20日之前即發現腎上腺素在眼科手術中的用途。日本化學家高峰讓吉及其助手上中啟三於1900年獨立發現腎上腺素。高峰讓吉於1901年成功從羊和牛的腎上腺中分離及純化出此種激素。腎上腺素首次於1904年由德國化學家弗列德·斯托茲和英國化學家亨利·D·達金分別自行在實驗室合成。

## 社會與文化

### 名稱
腎上腺素在國際非專有藥名（INN）、和美國採用名稱（USAN）中均稱為epinephrine，在英國採用名稱（BAN）則稱為adrenaline。

### 品牌
腎上腺素以各種品牌名稱銷售，如Asthmanefrin、Micronefrin、Neffy、Nephron、VapoNefrin 和Primatene Mist等。

### 法律地位
歐洲藥品管理局人用藥品委員會於2024年6月採用積極意見，建議授予藥品Eurneff上市許可，用於緊急治療因昆蟲叮咬、食物、醫療產品和其他過敏原以及特發性或運動引起的過敏反應。藥品的申請者為ARS Pharmaceuticals IRL Limited。Eurneffy於2024年8月獲得歐盟核准用於醫療用途。

### 給藥方式

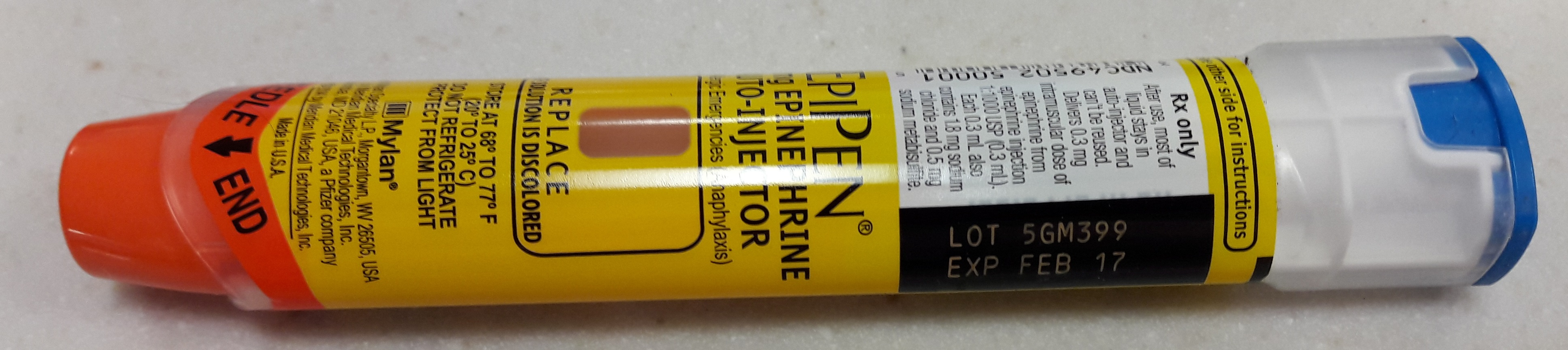
常見的一型攜帶型腎上腺素自動注射器(Epipen)，它經常用於過敏性休克，心跳驟停等的急救。

腎上腺素的給藥方式多種。於肌肉注射形式中，有廠商推出自動注射器輸送裝置。
在美國有一種於1963年推出的定量腎上腺素吸入劑，作為非處方藥出售，用於緩解個體的支氣管氣喘，由Armstrong Pharmaceuticals製藥出品。
腎上腺素的常見濃度是2.25%重量/體積比的溶液（其中腎上腺素的劑量為22.5毫克/毫升），而濃度為1%的溶液通常作霧化吸入劑用途。